# 雅各布·奧特布羅
雅各布·奧特布羅（挪威語：Jakob Oftebro，1986年1月12日—）是挪威的一位演員。自2004年開始，他已經出演過20多部電影。他在2012年憑藉電影《孤筏重洋》獲得第85屆奧斯卡金像獎最佳外语片奖提名。2014年，他出演丹麥影集1864的主角。

## 外部連結
- 雅各布·奧特布羅在互联网电影资料库（IMDb）上的資料（英文）